# Sōgen no Hito
Singles de Aya Matsuura
The Bigaku
(2002) Nee?
(2003)
Sōgen no Hito (草原の人) est le 8e single de Aya Matsuura, sorti le 11 décembre 2002 au Japon sous le label Zetima, dans le cadre du Hello! Project.

## Présentation
Le single est composé et produit par Tsunku. Il atteint la 2e place du classement de l'Oricon. Il se vend à 58 863 exemplaires la première semaine, et reste classé pendant 11 semaines, pour un total de 92 955 exemplaires vendus. C'est le premier single de Aya Matsūra à sortir également dans une édition limitée, et en format "Single V"  (vidéo VHS et DVD).
Les deux chansons du single ont été écrites pour une comédie musicale homonyme avec Aya Matsūra en vedette, et figureront sur l'album de la bande originale Musical "Sōgen no Hito" Original Cast Ban de 2003. La chanson-titre est la première chanson d'Aya Matsūra dont les paroles n'ont pas été écrites par Tsunku, mais par Hibari Misora en 1975 sous son vrai nom, Kazue Katō, et qui sont donc mises en musique par Tsunku à cette occasion, 27 ans plus tard. Elle figurera également sur le deuxième album de la chanteuse T.W.O de 2003, puis sur la  compilation Aya Matsuura Best 1 de 2005. Elle sera reprise en 2004 par Tsunku lui-même sur son album solo TAKE 1.

## Liste des titres
Toute la musique est composée par Tsunku.
| 1. | Sōgen no Hito (草原の人)     | Kazue Katō | Hideyuki "Daichi" Suzuki | 4:06 |
| 2. | YOKOHAMA SING A SONG         | Tsunku     | Yuichi Takahashi         | 4:41 |
| 3. | Sōgen no Hito (Instrumental) |            | Hideyuki "Daichi" Suzuki | 4:05 |

| 1. | Sōgen no Hito (草原の人)   |  |
| 2. | Making of (メイキング映像) |  |